# 夏日嘎庙
夏日嘎庙，位于内蒙古自治区阿拉善盟阿拉善右旗阿拉腾敖包镇，是一座藏传佛教格鲁派寺院。

## 简介
夏日嘎庙位于阿拉善右旗阿拉腾敖包镇巴音套海嘎查境内。该庙创建于清朝乾隆二十五年（1760年），是阿拉善右旗建筑年代最早的寺庙之一。2012年，该庙建筑面积792平方米，经塔8座，喇嘛31名。